# Nicolas Rossard
Pour les articles homonymes, voir Rossard.
Nicolas Rossard est un joueur français de volley-ball, né le 23 mai 1990 à Nîmes (France). Il mesure 1,83 m et joue libero.  Il totalise plus de 35 sélections en équipe de France.

## Biographie
Nicolas Rossard est un enfant de la balle : il est le petit-fils de Jacques Rossard, le fils de Philippe et le neveu d'Olivier Rossard, anciens internationaux français de volley-ball, et le cousin de Quentin et de Thibault Rossard, également joueurs professionnels de volley-ball.
Il est actuellement étudiant à INSA Toulouse dans le département informatique.

## Clubs
| Club                 | De            | À             |
| -------------------- | ------------- | ------------- |
| Spacer's de Toulouse | 2009-2010     | 2012-2013     |
| Arago de Sète        | 2013-2014     | 2015-2016     |
| Spacer's de Toulouse | 2016-2017     | 2016-2017     |
| Paris Volley         | 2017-2018     | 2017-2018     |
| Stocznia Szczecin    | 2017-2018     | Décembre 2018 |
| Berlin RV            | Décembre 2018 | Juillet 2019  |
| Tours Volley-Ball    | 2019-         | ...           |

## Palmarès
- Ligue Mondiale (3)
  - Vainqueur : 2017
- Championnat d'Europe (1)
  - Vainqueur : 2015
- Championnat d'Europe des moins de 21 ans (1)
  - Vainqueur : 2008
- LIgue nationale de volley-ball (France):
  - Finaliste : 2017, 2016
- Coupe de France
  - Finaliste : 2013